# Pfählung

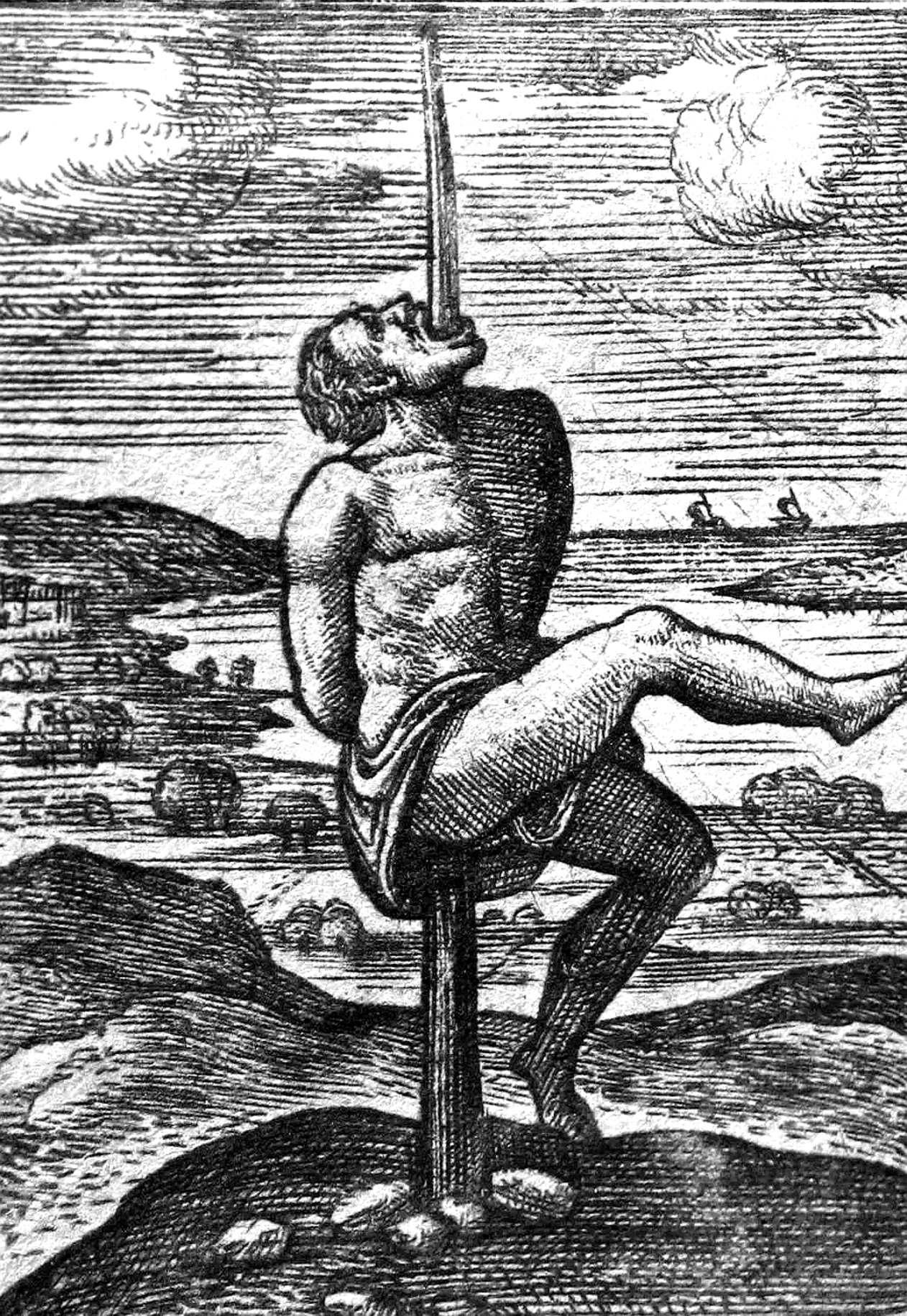
Pfählung (um 1593)

Die Pfählung ist unter anderem eine Hinrichtungsmethode.

## Geschichte

### Antike

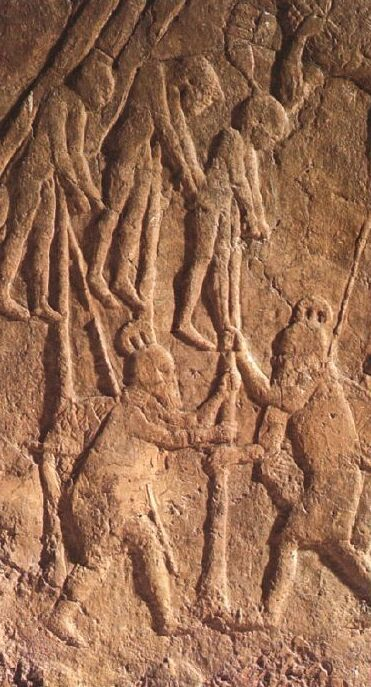
Darstellung der Pfählung auf neu-assyrischem Relief aus der Regierungszeit von Sanherib

In den Gesetzen von Hammurabi (LH153) wird Pfählen als Strafe für eine Frau angeordnet, die ihren Gatten umbringt, um sich einen Liebhaber zu nehmen. Nach der Tafel A der assyrischen Gesetzessammlung sollte auch eine Frau, die ihr Kind abtrieb, gepfählt werden. Zudem war ihr ein normales Begräbnis verwehrt. Eine Stele von Sanherib ordnet an, dass man Bauherren, die ihr Haus in eine Königsstraße bauen, über ihrem Haus auf einen Pfahl hängen soll.
Pfählen und Schinden von Rebellen ist zuerst unter dem assyrischen König Aššur-bel-kala nachgewiesen. Bei vielen neuassyrischen Darstellungen, wie nebenstehender Szene aus der Belagerung von Lachisch, ist jedoch nicht klar, ob Lebende oder Leichen gepfählt wurden.
Nach Herodot (IV, 43) war Pfählung als Strafe auch bei den Achämeniden bekannt. So hatte Xerxes seinen Verwandten Sataspes wegen der Vergewaltigung einer Jungfrau, der Tochter des Zopyros, zum Pfählen verurteilt, auf Bitten seiner Tante dazu begnadigt, stattdessen Afrika zu umschiffen. Als dies misslang, wurde die Strafe doch noch ausgeführt.

### Mittelalter
Im Mittelalter war die Pfählung in Europa weit verbreitet, vom Volk wurde sie als „Reiten auf dem einbeinigen Ross“ bezeichnet. Neben dem Begraben bei lebendigem Leib wurde auch das Pfählen Bestand des Strafrechts.
Im westeuropäischen Mittelalter wurden die Verurteilten, oftmals Ehebrecher, – wenn man den Rechtsbüchern des Mittelalters Glauben schenken darf – meistens lebendig begraben und dann mit einem Pfahl durchbohrt. Wie der Rechtshistoriker Dieter Feucht vermutet, diente dieses Pfählen nicht zur Hinrichtung, sondern es sollte den Hingerichteten dauerhaft unter der Erde halten, damit er nicht als rächender Wiedergänger zu den Lebenden zurückkehre. Insofern gleicht diese Maßnahme dem Pfählen von vermeintlichen Vampiren. Auch hier wurde – im Gegensatz zu den modernen Mythen aus Romanen und Filmen – der Untote nicht vernichtet, sondern lediglich in seinem Grab festgenagelt. Die Zerstörung angeblicher schädigender Wiedergänger oder Vampire erfolgte grundsätzlich durch das Köpfen und das Zerstückeln oder Verbrennen des Herzens.

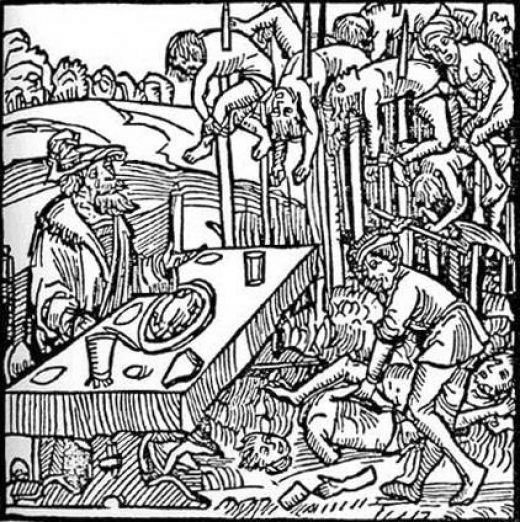
Pfählungen – dargestellt in der Brodoc-Chronik, daneben wohnt Vlad III. Drăculea speisend der Massenhinrichtung bei

Als besonders grausam galt im Mittelalter die osteuropäische Variante der Pfählung, wie sie der rumänische Fürst Vlad III. Drăculea – weitgehend dem assyrischen Vorbild entsprechend – praktiziert haben soll. Diese Art der Pfählung bei lebendigem Leib soll als Strafe für besonders schwere Verbrechen auch bei anderen Völkern Anwendung gefunden haben. Hierbei wurden die Opfer zumeist so auf dem Pfahl platziert, dass sie durch ihr eigenes Körpergewicht und das nachgebende Bindegewebe quälend langsam aufgespießt wurden. Manchmal wurde der Pfahl auch sogleich durch den ganzen Körper getrieben, so dass die Spitze oben im Schulterbereich wieder austrat. Anschließend wurde der Verurteilte dann am Pfahl waagerecht über zwei Astgabeln oder dergleichen gehängt, wie ein Tier über das Feuer. In manchen Fällen soll zusätzlich darunter ein kleines Feuer entzündet worden sein.

### Neuzeit

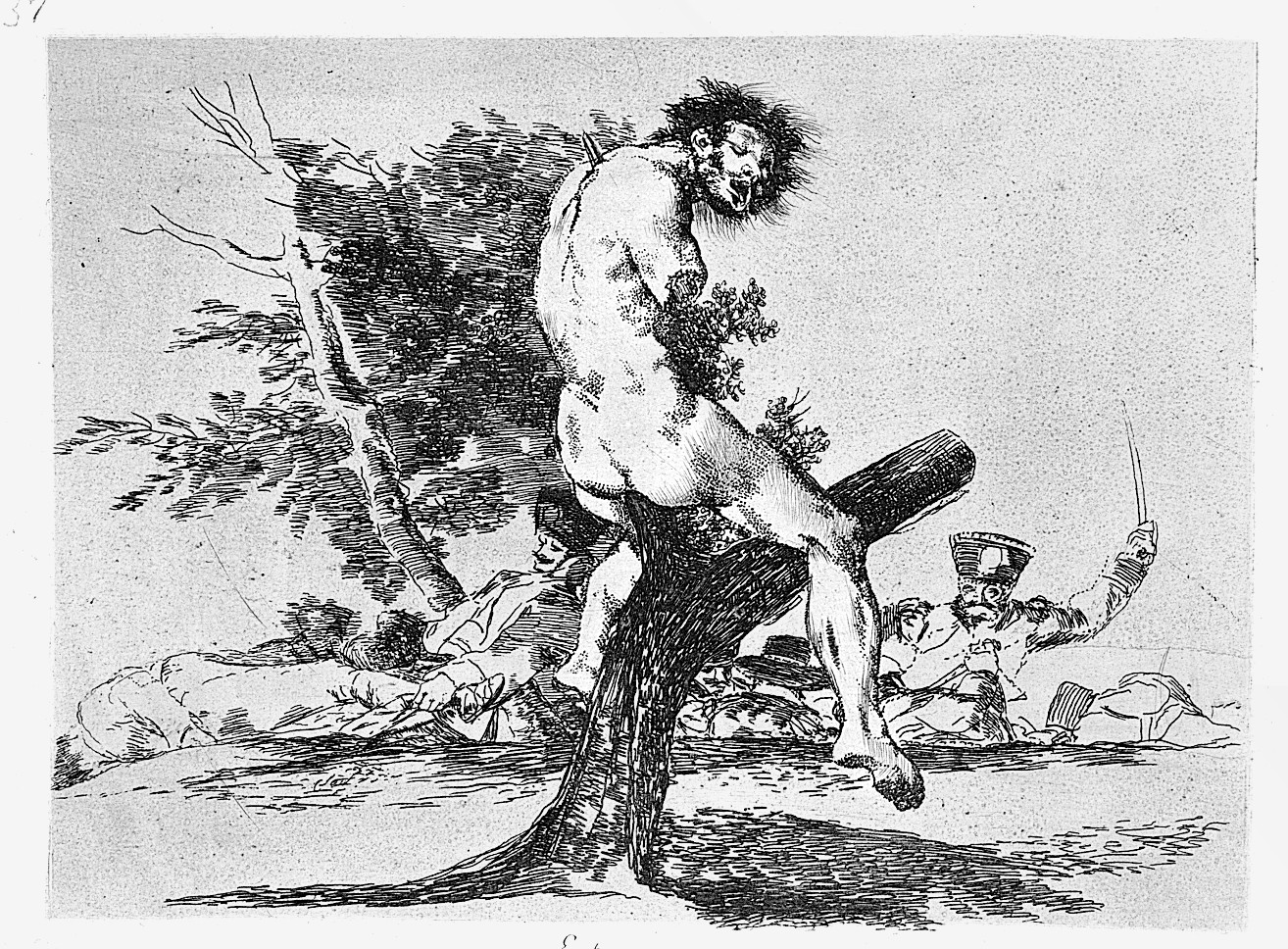
Künstlerische Darstellung einer Pfählung während der Napoleonischen Kriege auf der Iberischen Halbinsel. Grafik von Francisco de Goya aus der Serie Desastres de la Guerra, 1810–1814.

Aus der Neuzeit ist eine Pfählung in Wien überliefert: Ein Bäcker, der gemordet hatte, wurde 1504 bei vollem Bewusstsein gepfählt.
Unter der Herrschaft des osmanischen Pascha Osman Pazvantoğlu in Widin (1789–1807) wurden Arnauten (albanische Söldner) vor den Augen der Bevölkerung gepfählt, um Angst und Schrecken zu verbreiten. Im Jahr 1800 wurde Soleyman aus Aleppo, der Mörder des französischen Generals Jean-Baptiste Kléber, in Ägypten gepfählt.
1821 wurde Athanasios Diakos, eine führende Persönlichkeit der Griechischen Revolution, nach der Schlacht von Alamana gefangen genommen und anschließend durch Pfählung von den Osmanen hingerichtet.

## Literarische Darstellungen
- Die bekannteste literarische Schilderung einer Pfählung aus der Neuzeit findet sich in Ivo Andrićs Roman Die Brücke über die Drina, der die Hinrichtung im Bosnien des 16. Jahrhunderts in allen Details beschreibt.
- Im Roman Die Sandelholzstrafe von Mo Yan ist die Pfählung titelgebend. Auch in diesem Werk erfolgt eine handwerklich detaillierte Beschreibung der Folterung. Mehr noch als bei Andrić wird der Henker bei Mo Yan als Meister seines Handwerks dargestellt, als letzter Meister dieser aussterbenden „Kunst“ in der Zeit des sogenannten Boxeraufstands um 1900.
- Der spanische Schriftsteller Alonso de Ercilla y Zúñiga beschreibt in seinem Epos La Araucana, wie die Konquistadoren im Jahr 1558 den Mapuche-Kriegshäuptling Caupolicán durch Pfählung zu Tode brachten.

## Medizin

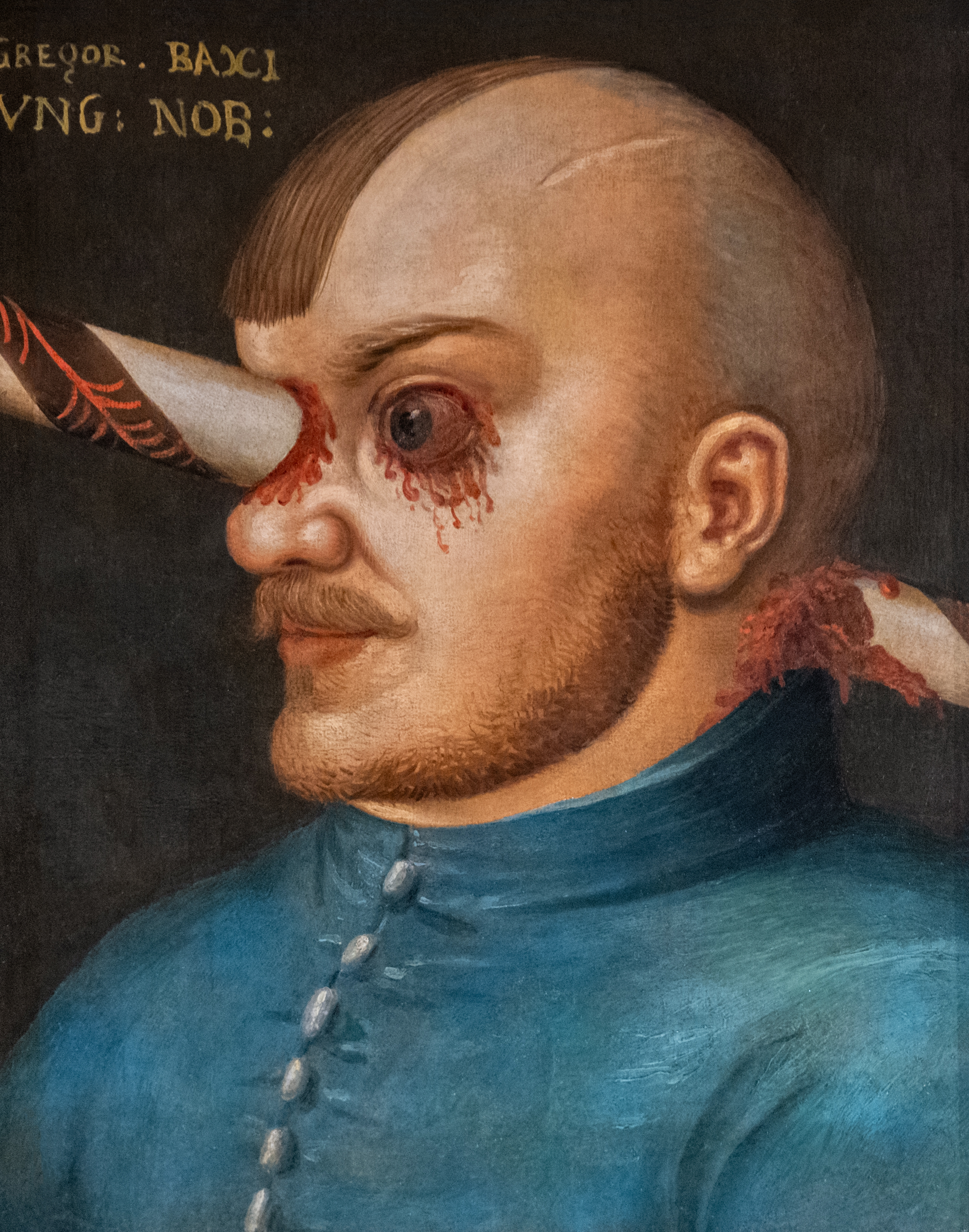
Pfählungsverletzung des Gregor Baci

In der Medizin gibt es den Begriff Pfählungsverletzung. Darunter wird das Eindringen in oder das Durchdringen des Körpers mit pfahlartigen Gegenständen verstanden. Das kann auch durch natürliche Körperöffnungen geschehen oder nur bei Körperteilen der Fall sein. Dabei kommt es zumeist zu einer Kombination von Stich- und stumpfer Verletzung. Bei Eindringen in die Körperhöhlen können auch innere Organe geschädigt werden. Als Beispiele können hier die Fälle des Gregor Baci aus dem 16. Jahrhundert genannt werden, dessen Kopf von einer Turnierlanze durchbohrt wurde, oder des Phineas Gage, dem bei einer Sprengung eine Eisenstange den Kopf durchstieß. Ein weiteres bekanntes Opfer ist Frida Kahlo, der bei einem Busunfall das Becken durchbohrt wurde. Bei Hunden ist die Stöckchenverletzung eine häufige Pfählungsverletzung.

## Tierreich
Von manchen Vogelarten ist bekannt, dass sie ihre Beute aufspießen. Der auch in Mitteleuropa vorkommende Neuntöter etwa tut dies, um sich Vorräte anzulegen.